# 高津戸城
高津戸城（たかつどじょう）は、群馬県みどり市大間々町高津戸にあった日本の城（山城）。高津戸渓谷東岸の崖上に築かれた城。本丸は要害山の山頂にあり今では本丸跡に要害神社がある。

## 伝承
『上野国志』『関東庭軍記』によれば、堀河天皇の御代（1079年 - 1107年）山田七郎吉之によって築かれ、観応2年（1351年）山田筑後守則之の時に桐生国綱に攻め滅ぼされたと伝える。しかし平安時代にこのような山城が築城されたとは考えにくい。
『関八州古戦録』によると、里見義尭の叔父・里見実堯は義堯との不仲を原因として安房国を出奔し、仁田山城の里見家連を頼った。しかし弘治年間（1555年 - 1558年）に家連が上杉謙信によって滅ぼされたため、桐生直綱に仕えるようになり、赤萩の砦を任された。直綱の死後桐生重綱がその跡を継いだが、諫言を行う実堯は疎まれるようになったので、実堯は長男・平四郎実勝（随見）と次男・兵部少輔勝安を越後へ逃れさせた。果たして津布久・山越の讒言により実堯は重綱から攻められ、砦を落ち延びたものの石原石見守に強いられて自刃し、石原石見守は実堯の首を持って投降したことで生き延びた。実勝・勝安の兄弟は上杉謙信に仕えていたが、父の敵討ちを願い出、謙信は2人に銀200枚を与えて送り出した。兄弟は高津戸に要害を構え、病身の津布久ではなく石原石見守を襲うこととし、用命の宅を天正6年（1578年）5月2日の夜半に襲撃したが、石原はそれを察知して逃れていた。石原は由良国繁に里見兄弟が桐生を手に入れようと目論んでいると訴え、9月15日に450名余の軍勢で高津戸城に攻め寄せた。兄弟は奮戦したものの弟が討ち死にし、兄も城兵の助命を申し入れて切腹した。なお、『関東庭軍記』では随見の父を上総介勝広とし、武田信虎に追われて桐生氏に仕えたとし、兄弟の名も随見勝政と平四郎勝安としている。
要害山の城跡自体は史跡等の文化財未指定だが、山麓の阿弥陀堂にある里見兄弟の墓と伝えられる中世墓群は、1976年（昭和51年）5月12日にみどり市指定史跡に指定されている。しかし里見兄弟の伝説はそれを裏付ける同時代史料がなく、里見兄弟の墓と伝えられる五輪塔は戦国時代よりも古い時代のもので、銘はあるものの後刻である。『大間々町誌』では以上から、何らかの歴史的事実が背景にある可能性までは否定できないものの、全体としては近世の創作としている。

## 構造
多数の平場から成り、堀切、竪堀、井戸などが残る。一方で明瞭な虎口は見当たらず、土塁もわずかしか見られない。

## 周辺
- 高津戸橋
- はねたき橋
- 大間々神明宮
- ながめ余興場
- 大間々駅
- 高津戸ダム（英語版）

## アクセス
- わたらせ渓谷鐵道大間々駅下車徒歩6分[10]
- 東武桐生線・上毛電鉄赤城駅下車徒歩20分[10]